# Abdeljalil Abouhamada
Abdeljalil Abouhamada est un boxeur marocain né le 1er mars 1992. 

## Carrière
Sa carrière amateur est principalement marquée par deux médailles d'or remportées aux championnats d'Afrique en 2015 et 2017 dans la catégorie des poids lourds.

## Palmarès

### Championnats d'Afrique
- Médaille d'or en -91 kg en 2017 à Brazzaville, République du Congo
- Médaille d'or en -91 kg en 2015 à Casablanca, Maroc